# Osea

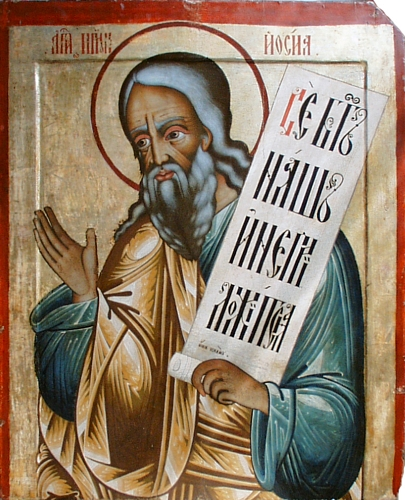
Profetul Osea într-o icoană rusă din secolul al XVIII-lea

Osea (ebraică: הוֹשֵׁעַ, ebraică: Hoshea, "Salvare", greacă: Ὠσηέ = Ōsēé) este fiul lui Beeri și un profet al Israelului din secolul al VIII-lea î.Hr.. Este unul din cei Doisprezece Profeți din Biblia ebraică, cunoscuți și ca profeți minori în Vechiul Testament creștin. Hosea de multe ori este considerat ca un "profet al apocalipsei", dar după mesajul său privind distrugerea există și o promisiune a refacerii.